# Мезонная молекула
Мезонная молекула (англ. mesonic molecule) — гипотетическая молекула, состоящая из двух или более мезонов, связанных вместе сильным взаимодействием. В отличие от барионных молекул, которые формируют атомные ядра всех химических элементов в природе, кроме водорода-1, мезонная молекула всё ещё окончательно не зарегистрирована в эксперименте. Частицы X(3872) (обнаружена в 2003 году) и Z(4430) (обнаружена в 2007 году в эксперименте Belle), являются лучшими кандидатами на подтверждение открытия, хотя последняя может быть и тетракварком.
Позже результаты коллаборации Belle были подтверждены со статистической значимостью 5,2 σ, а недавние эксперименты коллаборации LHCb окончательно доказали, что тетракварк Z(4430) существует. Международная группа ученых проанализировала более 25000 распадов B-мезонов, выбранных из данных о 180 триллионах протон-протонных столкновений в БАК. Статистическая значимость сигнала Z(4430) составила как минимум 13,9, что более чем достаточно для подтверждения существования этой частицы.
Вместе с обычными кварк-антикварковыми состояниями, тетракварками является одним трёх сценариев описания скалярных мезонов.